# Icewind Dale (serie)
Icewind Dale este o serie de jocuri video de rol dezvoltată de Black Isle Studios. Are loc în regiunea Forgotten Realms Icewind Dale (Faerûn), dar cu decenii înainte de evenimentele descrise în cărțile lui R. A. Salvatore, care au făcut ca zona să facă parte din Faerûn.
Jocurile folosesc motorul grafic Infinity Engine de la BioWare, care oferă o viziune asupra lumii pre-randată, cu personaje bazate pe sprite. Acest motor grafic a fost folosit și la seria Baldur's Gate și Planescape: Torment.
Jucătorul începe fiecare dintre jocuri prin generarea unui grup de până la șase personaje, dar nu poate recruta personaje non-jucatoare (cum este posibil în alte jocuri care folosesc Infinity Engine). De asemenea, deoarece tot grupul este generat de jucător, personajele-jucătoare nu au personalități prestabilite și sunt toate la fel de capabile să își asume rolul de „protagonist” cu cel mult câteva diferențe minore.
În 2000, Icewind Dale a primit recenzii în mare parte pozitive, cu toate că jocul a atras unele critici pentru liniaritatea sa și lipsa dezvoltării personajului din grupul jucătorului. Jocul are mult mai multe elemente Hack-and-slash⁠(d) decât Baldur's Gate și a fost adesea comparat cu seria de jocuri Diablo pentru concentrarea sa intensă pe luptă.

## Icewind Dale
Modul de joc din Icewind Dale este similar cu cel din Baldur's Gate. Ca și în cazul acestuia din urmă, Icewind Dale se bazează pe setul de reguli Advanced Dungeons & Dragons ediția a 2-a, iar sistemul de luptă este o adaptare cvasi-reală a sistemului de luptă din Dungeons & Dragons, în mod normal, bazat pe ture. Aruncarea zarurilor și alte acțiuni asemănătoare se fac automat, fără a necesita participarea jucătorului, cu toate că este posibilă întreruperea jocului în orice moment pentru a se da ordine grupului.
Una dintre cele mai vizibile diferențe în comparație cu Baldur's Gate este bestiarul mult mai mare: ettini, orci, goblini și orogi, de exemplu, sunt toți inamici majori în acest joc, dar nu apar în jocul original Baldur's Gate. Alte diferențe includ: nivelul de experiență crescut; bătălii mai mari, uneori implicând 20 sau mai mulți inamici simultan; și o selecție de vrăji mult mai mare - utilizate de sau împotriva grupului jucătorului. Vrăjile de nivel 6 și mai sus apar frecvent pe tot parcursul jocului.
De asemenea, spre deosebire de Baldur's Gate, jocul folosește un sistem de generare semi-aleatorie de obiecte. În Baldur's Gate, majoritatea obiectelor au fost plasate în prealabil - ceea ce înseamnă că aceleași obiecte apar în aceleași locuri de fiecare dată când jocul a fost jucat. În Icewind Dale, totuși, majoritatea obiectelor câștigate în misiuni sunt alese aleatoriu din câteva pre-generate, iar obiectele luate de la cadavrele inamicilor sunt similare în această privință, deși puțin mai aleatoriu.
Icewind Dale a avut în mare parte recenzii pozitive. Majoritatea criticilor au apreciat coloana muzicală a jocului și ritmul rapid, deși alții au criticat jocul pentru crearea de personaje care consumă mult timp și au numeroase erori.

### Expansiuni
Icewind Dale: Heart of Winter este un pachet de expansiune pentru Icewind Dale care a introdus multe modificări și completări la jocul original. Unele modificări notabile au inclus lucruri precum adăugarea mai multor tipuri de inamici clasici Dungeons & Dragons care lipseau din original (de exemplu, barrow wights), un maxim de puncte de experiență mult mai mare, obiecte magice noi de găsit sau de cumpărat, o „Inimă a furiei” specială care este o setare de dificultate pentru o putere crescută a inamicului și un câștig mai mare de puncte de experiență, preum și abilitatea de a seta jocul la o rezoluție mai mare de 640x480. Jocul se bazează în continuare pe setul de reguli Advanced Dungeons &amp; Dragons ediția a 2-a, dar, la fel ca Baldur's Gate II: Shadows of Amn⁠(d), a inclus mai multe modificări (cum ar fi noi tabele de progresie a vrăjilor) din setul de reguli ediția a treia.
O altă adăugare este includerea a mai multe zone de explorat, deși pentru a le accesa, jucătorul trebuie să intre pe o ușă încuiată anterior în orașul Kuldahar în timp ce deține o grupă de personaje de nivel 9 sau mai mare.
Deși jocul conținea numeroase modificări despre care cei mai mulți au considerat că sunt pozitive, a fost puternic criticat pentru durata campaniei, care a fost mult mai scurtă decât cea a jocului original. În ciuda acestui fapt, jocul a obținut încă recenzii destul de pozitive.
Trials of the Luremaster este un pachet de expansiune care poate fi descărcat gratuit pentru Icewind Dale: Heart of Winter. A fost lansat de Black Isle Studios din cauza criticilor că, singură, expansiunea Heart of Winter a fost prea scurtă. Conține mai multe zone noi de explorat și câțiva inamici noi pentru lupte.

## Icewind Dale II
Icewind Dale II este continuarea lui Icewind Dale, care se bazează pe motorul celor de la BioWare, Infinity Engine, și încorporează aproape toate modificările și completările seriei realizate de pachetele de expansiune Heart of Winter și Trials of the Luremaster. Spre deosebire de predecesorii săi, jocul se bazează în întregime pe setul de reguli ediția a 3-a Dungeons & Dragons, care aduce în serie lucruri precum fapte, capacitatea oricărei rase de a fi orice clasă și capacitatea oricărei clase de a folosi orice armă. Ca și în Baldur's Gate II: Shadows of Amn, clasele de personaje ediția a 3-a de Barbar, Vrăjitor și Călugăr (Barbarian, Sorcerer & Monk) sunt prezente în joc, dar, spre deosebire de acel joc, există și multe subrase, cum ar fi Drow și Tieflingi, care au toate avantaje și dezavantaje rasei.
O altă schimbare semnificativă este bestiarul crescut, care include acum creaturi precum: bugbear, hook horror și drider, precum și mulți monștri care se întorc din jocul anterior Icewind Dale și pachetele sale de expansiune, seria Baldur's Gate și Planescape: Torment. În plus, o secțiune mult mai mare din Icewind Dale este mai explorabilă decât în jocurile anterioare.
Jocul a fost lăudat de mulți critici pentru ritmul său, muzica, numeroasele îmbunătățiri față de jocul original și expansiunile sale, deși majoritatea criticilor au găsit defecte în grafica jocului, care constă din personaje sprite și fundaluri 2d pre-randate și au fost considerabil mai puțin impresionanți față de alte jocuri CRPG lansate în acel an, cum ar fi Neverwinter Nights și The Elder Scrolls III: Morrowind. În ciuda acestor lucruri, Icewind Dale II a avut în mare parte recenzii pozitive.

## Alte lansări
După anunțul apariției Baldur's Gate: Enhanced Edition⁠(d) de către Atari, Beamdog⁠(d) și Overhaul Games, mulți fani ai seriei Icewind Dale au apelat la Twitter pentru a solicita ca Overhaul Games să creeze o ediție îmbunătățită a Icewind Dale. Trent Oster a răspuns că sunt interesați, dar orice produse viitoare ar depinde de succesul așteptat al jocului Baldur's Gate: Enhanced Edition (Ediție îmbunătățită). Oster a continuat spunând că o ediție îmbunătățită a Icewind Dale va folosi codul de bază al Baldur's Gate II: Throne of Bhaal⁠(d) pentru a implementa noi clase și kituri, precum și actualizări ale sistemului Dungeons & Dragons. Ediția îmbunătățită a jocului a fost lansată la 30 octombrie 2014.